# Lechago
Lechago és una població de Terol adscrita al municipi de Calamocha, a la Comunitat Autònoma de l'Aragó.

## Situació
Es troba a la conca del riu Pancrudo (afluent del Jiloca), junt a la rambla de Cuencabuena, a uns 4 km de Calamocha, municipi de què des de 1971 forma part. La seua població l'any 1999 era de 120 habitants que viuen principalment de l'agricultura i la ramaderia.